# 宋氏小索螺
宋氏小索螺（學名：Funiculus songi），亦作宋小索螺，舊屬艾納螺科，現時是堅齒螺科巴蝸牛亞科巴蝸牛族之下的一個物種。

## 分佈及棲息地
栖息于中国云南丽江，模式标本保存于南京大学。